# Zoltán Pokorni
Zoltán Pokorni (ur. 10 stycznia 1962 w Budapeszcie) – węgierski polityk, nauczyciel i samorządowiec, parlamentarzysta, w latach 2001–2002 przewodniczący Fideszu, minister oświaty w rządzie Viktora Orbána (1998–2001).

## Życiorys
W 1987 ukończył studia z dziedziny językoznawstwa i literatury węgierskiej oraz historii na Uniwersytecie im. Loránda Eötvösa w Budapeszcie (ELTE), po czym pracował jako nauczyciel w jednej z budapeszteńskich szkół średnich. W 1988 założył związek zawodowych skupiający młodych pedagogów, którym kierował do 1993. Był również redaktorem naczelnym gazety związkowej „Ráció”. W 1989 brał udział w rozmowach Okrągłego Stołu. W 1993 przystąpił do Związku Młodych Demokratów (Fideszu).
W 1994 po raz pierwszy uzyskał mandat posła do Zgromadzenia Narodowego, z powodzeniem ubiegał się o reelekcję w wyborach w 1998, 2002, 2006 i 2010, zasiadając w węgierskim parlamencie do 2014. Był m.in. wiceprzewodniczącym i przewodniczącym komisji zajmującej się sprawami oświaty i nauki. W latach 1994–1997 pełnił funkcję wiceprzewodniczącego klubu poselskiego Fideszu, następnie był jego przewodniczącym (1997–1998).
W latach 1998–2001 sprawował urząd ministra oświaty w rządzie Viktora Orbána. Za jego kadencji zniesiono opłaty za studia, a także wprowadzono system kredytów studenckich. Zrezygnował ze stanowiska w 2001 w związku z objęciem funkcji przewodniczącego Fideszu. Prezesem tego ugrupowania i jednocześnie wiceprzewodniczącym jego klubu poselskiego był do 2002. Po przegranych przez Fidesz wyborach w 2002 ponownie stanął na czele klubu poselskiego. W lipcu 2002 dowiedział się o fakcie pracy jego ojca dla węgierskiej służby bezpieczeństwa w okresie komunizmu, zrezygnował wówczas z zajmowanych stanowisk partyjnych. W maju 2003 ponownie powierzono mu funkcję wiceprezesa Fideszu.
1 października 2006 objął stanowisko burmistrza Hegyvidéku, XII dzielnicy Budapesztu. Uzyskiwał następnie reelekcję na kolejne kadencje, pełniąc tę funkcję do 2024.

## Życie prywatne
Żonaty, ma czterech synów.